# Station Kyoto

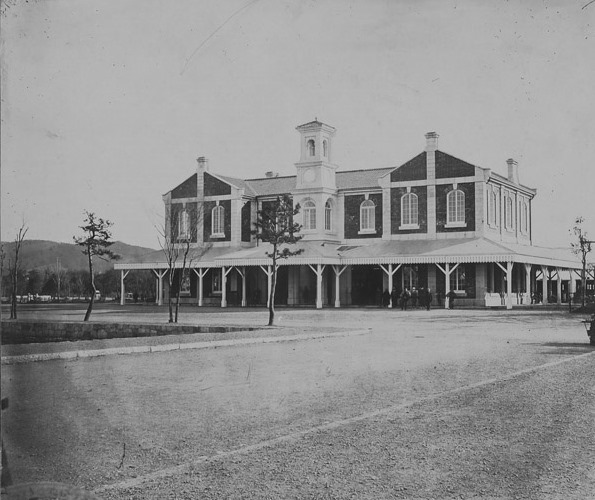
Het eerste station uit 1877.

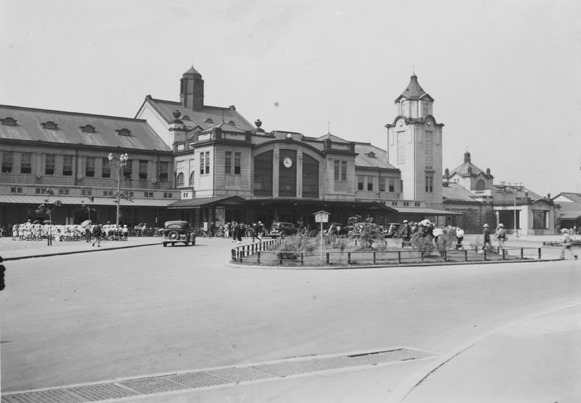
Het tweede station uit 1914.

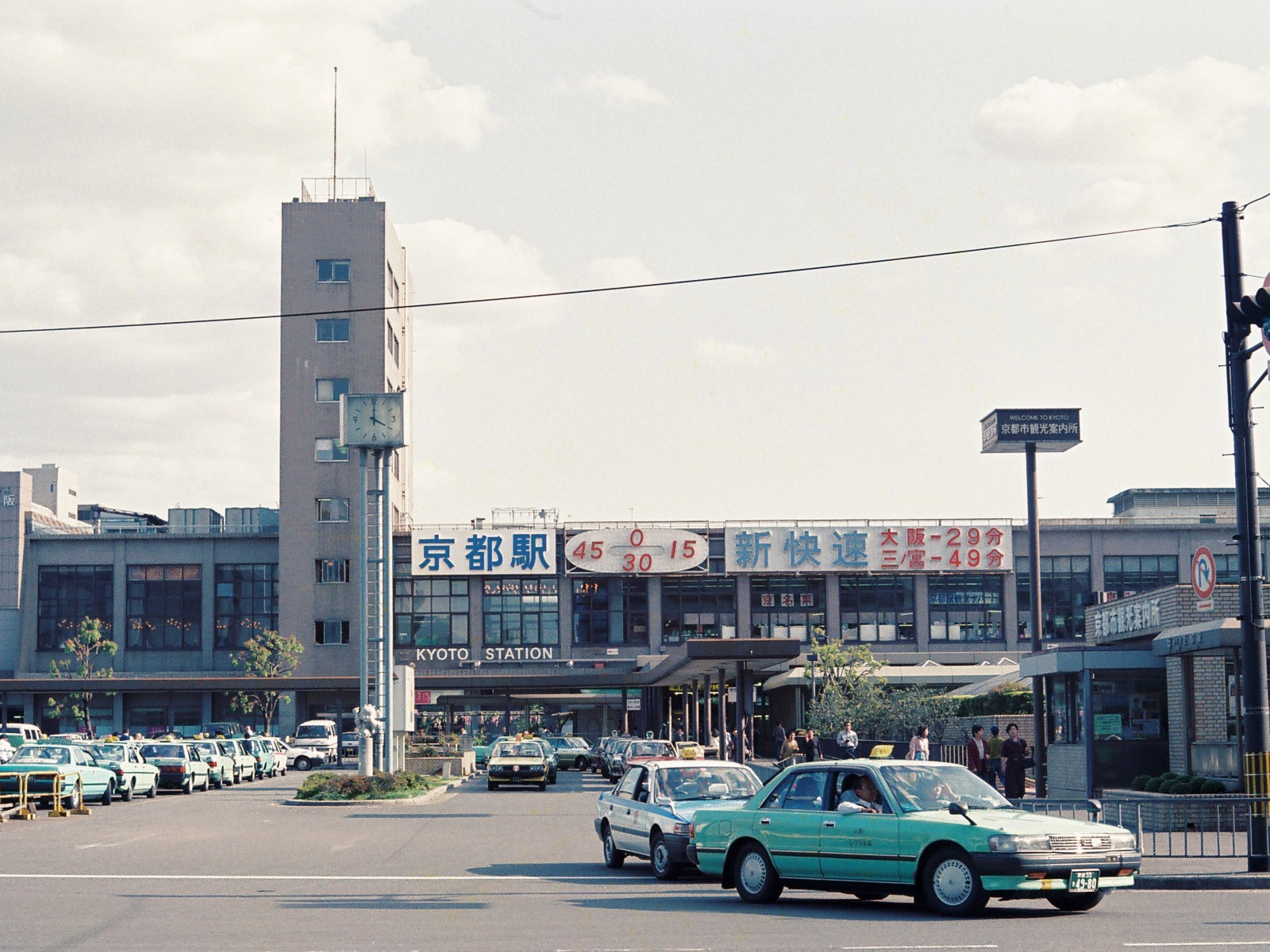
Het derde station uit 1952.

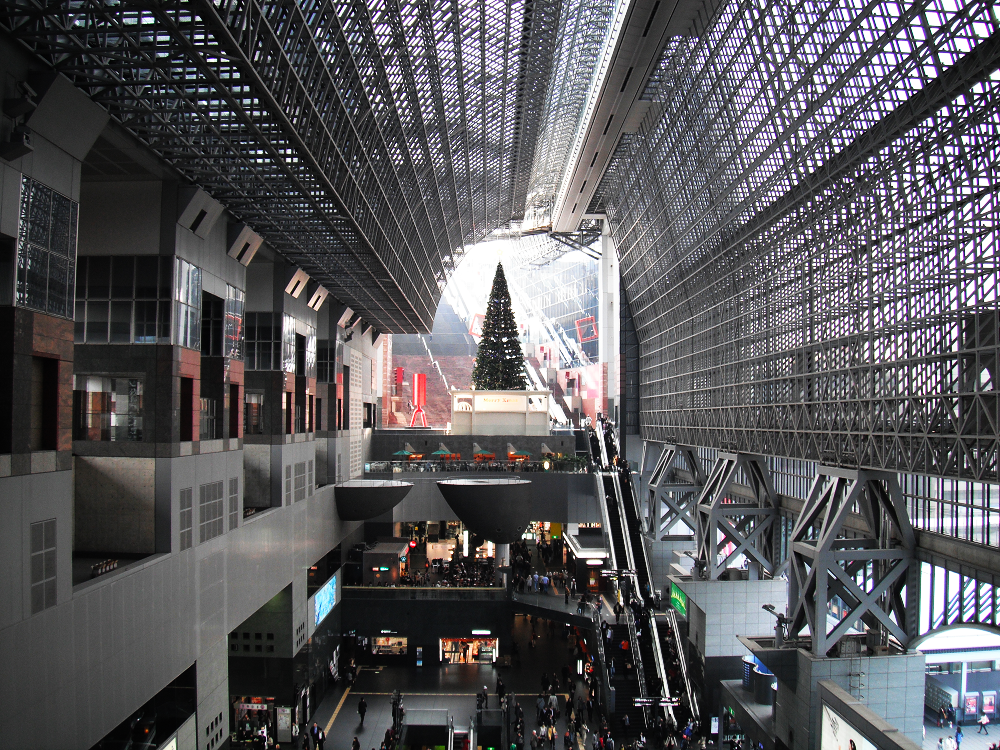
De binnenkant van het station.

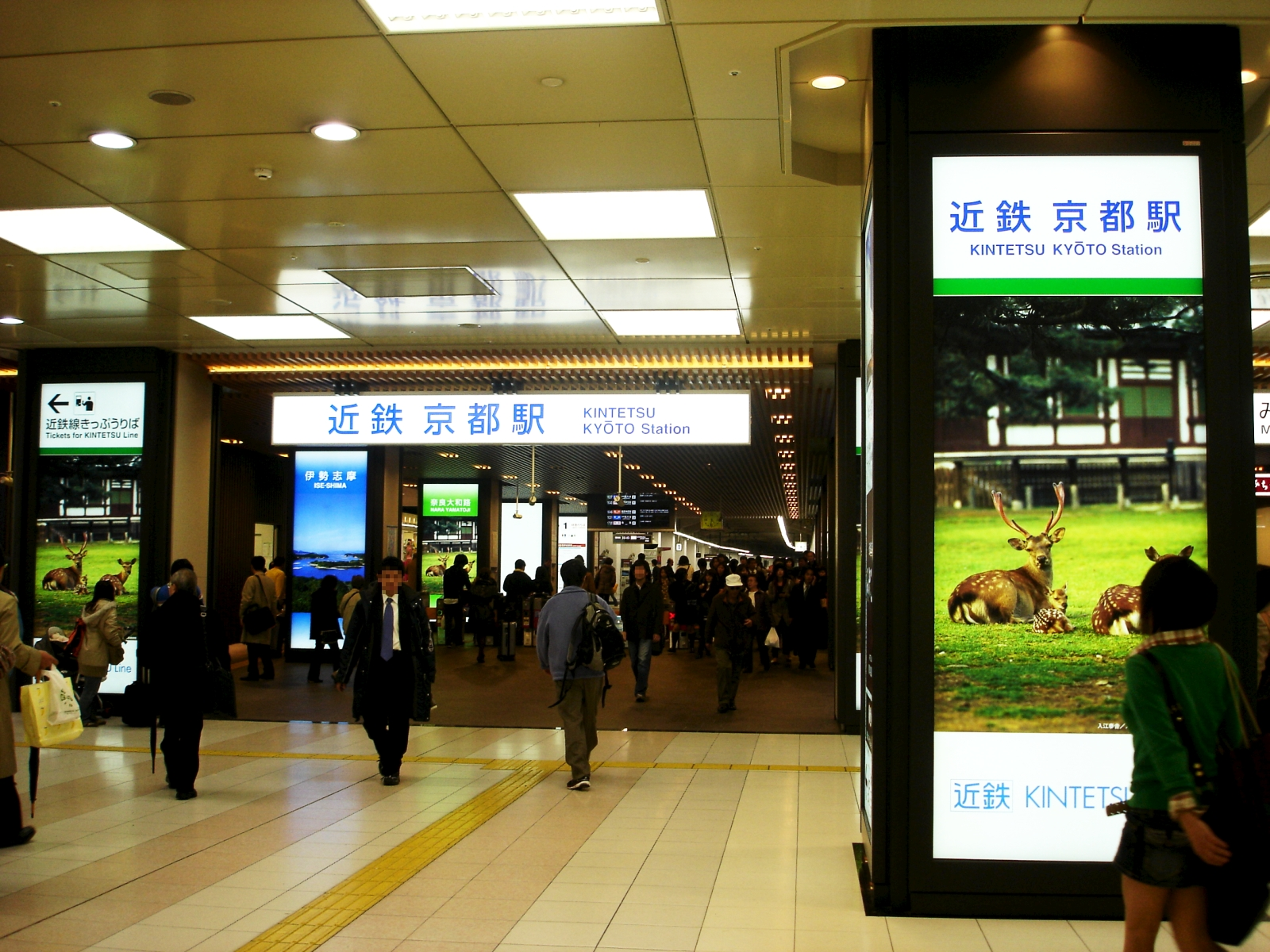
De ingang van het Kintetsu-gedeelte

Station Kyoto (Japans: 京都駅, Kyōto-eki) is het belangrijkste vervoersknooppunt in de Japanse stad Kyoto. Het station is na station Nagoya het op een na grootste spoorwegstation in Japan (op basis van de totale vloeroppervlakte van het gebouw waarin onder andere ook een hotel is gevestigd welke in deze berekening wordt meegenomen) en is een van de grootste gebouwen in het land. Het wordt aangedaan door in totaal zeven lijnen (vijf van JR, één van Kintetsu en één metrolijn), een aantal langeafstands- en nachttreinen en enkele lijnen met een doorgaande verbinding tot aan het station Kyoto. Het station huisvest verder een hotel, het Isetan-warenhuis, een bioscoop, restaurants en winkelcentra.

## Lijnen
Het station heeft sporen op in totaal vier niveaus: de metrolijn rijdt ondergronds (onder het ondergrondse winkelcentrum Porta), de lijnen van JR West bevinden zich op de begane grond, De lijnen van Kintetsu één niveau erboven en de Shinkansen op één niveau boven de Kintetsu-lijnen.

### JR West
| 0          | ■ Hokuriku-lijn ■ Tōkaidō-lijn, Chūō-lijn en de Takayama-lijn                                     | intercity's richting Fukui, Kanazawa en Toyama richting Maibara, Nagoya, Gifu en Toyama                                                   |
| 2,3        | ■ Biwako-lijn ■ Kosei-lijn                                                                        | richting Kusatsu en Maibara richting Katata en Ōmi-Imazu                                                                                  |
| 4,5        | ■ JR Kyoto-lijn                                                                                   | richting Takatsuki, Ōsaka en Sannomiya |
| 6,7        | ■ Kinokuni-lijn ■ Chizu-lijn ■ doorgaande lijnen van de Hokuriku-lijn en de Tōkaidō-lijn ■ Haruka | richting Shirahama en Shingū richting Tottori en Kurayoshi richting Ōsaka en Sannomiya richting Luchthaven Kansai via de Kansai-Kūkō-lijn |
| 8,9,10     | ■ Nara-lijn                                                                                       | richting Uji en Nara |
| 30         | ■ Haruka                                                                                          | richting Luchthaven Kansai via de Kansai-Kūkō-lijn                                                                                        |
| 31         | ■Sanin-lijn                                                                                       | intercity's richting Fukuchiyama, Kinosaki Onsen, Higashi-Maizuru en Amanohashidate                                                       |
| 32,33      | ■ Sagano-lijn                                                                                     | richting Kameoka en Sonobe |
| 34         | ■ Aankomstperron voor lijnen van spoor 33                                                         | |
| Shinkansen |                                                                                                   | |
| 11,12      | Tōkaidō Shinkansen                                                                                | richting Nagoya en Tokio |
| 13,14      | Tōkaidō Shinkansen                                                                                | richting Shin-Ōsaka en Hakata |

### Bijzondere diensten
Naast de reguliere treindiensten zijn er een aantal lange-afstandstreinen en nachtreinen naar gebieden die normaal gesproken niet rechtstreeks te bereiken zijn.
Hokuriku-lijn:
- Thunderbird richting Kanazawa, Toyama, Uozu en Wakura Onsen
- Twilight Express richting Sapporo

Tōkaidō-lijn, Chūō-lijn en de Takayama-lijn:
- Shinano richting Nagano
- Hida richting Takayama
- Biwako Express richting Maibara

Sanin-lijn:
- Super Hakuto richting Chizu en Kurayoshi (via Ōsaka, Sannomiya en Himeji)
- Kinosaki richting Fukuchiyama, Toyooka en Kinosaki Onsen
- Hashidate: Miyazu, Amanohashidate en Toyooka
- Maizuru richting Higashi-Maizuru

Hanwa-lijn, Kansai-Kūkō-lijn en de Kinokuni-lijn
- Haruka richting Shin-Ōsaka en de luchthaven Kansai

### Kintetsu
Het gedeelte van Kintetsu bestaat uit een winkelpromenade op de begane grond en de perrons erboven. Er zijn vier zakspoorperrons.
| 1,2 | ■ Kyoto-lijn | intercity's richting Nara, Kashiharajingu-mae en Ise                           |
| 3,4 | ■ Kyoto-lijn | richting Tanbabashi, Shin Tanabe, Yamato Saidaiji, Tenri en Kashiharajingu-mae |

### Metro van Kyoto
| 1 | ■ Karasuma-lijn | richting Takeda en Nara (via de Kintetsu Kyoto-lijn) |
| 2 | ■ Karasuma-lijn | richting Shijō, Karasuma Oike en Kokusaikaikan       |

## Het stationsgebouw
Het stationsgebouw is ontworpen door Hiroshi Hara en heeft een totale oppervlakte van 238.000m2 (het vloeroppervlak bedraagt 38.000m2). Het station is verder 147 m lang, 80 m breed, 60 m hoog en opgeleverd in 1997. De binnenkant van het gebouw is open en men kan door middel van roltrappen het dak bereiken, waarvan men een uitzicht over de stad heeft.

## Geschiedenis
Het eerste station werd in 1877 geopend aan de spoorlijn vanuit Kōbe. In 1889 werd het station verbonden met Tokio en enkele lokale spoorlijnen (de huidige Sagano en Nara-lijnen). In 1914 werd er een nieuw, groter station opgeleverd, ditmaal met een stationsplein. In 1950 brandde dit station af, waarna het vervangen werd door een veel moderner, doch soberder station. Uiteindelijk zou ook dit station verdwijnen: ter ere van het 1200-jarig bestaan van Kyoto in 1997 werd er een nieuw station gebouwd. Dit (vierde) station was echter niet onomstreden: Kyoto is vooral een stad van tempels, schrijnen en ander cultureel erfgoed en men vond een enorm, futuristisch gebouw daar niet inpassen.

## Overig openbaar vervoer
Aan de noordkant van het station bevindt zich een busstation met lokale buslijnen. Aan de zuidkant is er een kleiner busstation met langeafstandsbussen naar andere steden en naar de luchthaven Kansai. Aan beide kanten bevinden zich ook taxistandplaatsen.

## Stationsomgeving
Daar het station hét vervoersknooppunt van de stad is, vervult het gebied in en rondom het station een centrumfunctie. Het gebied wordt gekenmerkt door openbare gebouwen, winkels (er zijn vier winkelcentra, waarvan twee onder het station), restaurants en hotels.

### Binnen het station
- Isetan (warenhuis)
- Hotel Granvia
- Hotel Kintetsu Kyoto Station
- Asty Road (winkelpromenade):
  - McDonald's
  - Uniqlo
  - FamilyMart
- 7-Eleven
- The Cube (winkelcentrum)
- Kyoto Theater
- Eki kunstmuseum

### Noordzijde
Deze kant van het station wordt ook wel Karasumaguchi (烏丸口) genoemd.
- Bezienswaardigheden:
  - Higashi Hongan-tempel
  - Kyoto Tower
- Openbare gebouwen:
  - Hoofdpostkantoor van Kyoto
  - Campus Plaza Kyoto
  - Stadsdeelkantoor van Shimogyō-ku
- Winkels en winkelcentra:
  - Porta (winkelcentrum)
  - Yodobashi Camera
  - Bic Camera
  - Heart in
  - McDonald's
  - 7-Eleven
  - Lawson
- Kantoren:
  - Hoofdkantoor van OMRON
  - Depandance van Kansai Denryoku
- Hotels:
  - Kyoto Tower Hotel
  - Matsumoto ryōkan (hotel)
  - Hotel New Hankyū Kyoto
  - Hotel Hokke Club Kyoto
  - APA Hotel Ekimae
  - Kyoto Century Hotel

### Zuidzijde
Deze kant van het station wordt ook wel Hachijōguchi (八条口) genoemd.
- Bezienswaardigheden:
  - Tō-tempel
- Openbare gebouwen:
  - Bibliotheek van Minami-ku
- Winkels en winkelcentra:
  - Kyoto Avanti (winkelcentrum)
  - Æon Mall Kyoto (winkelcentrum)
  - Nakau
  - 7-Eleven
  - FamilyMart
  - Lawson
  - Daily Yamazaki
- Kantoren:
  - Hoofdkantoor van PHP Kenkyūsho
- Hotels:
  - Hotel Keihan Kyoto
  - Hotel Centnovum
  - Shin-Miyako Hotel
  - El Inn Hotel
  - R&B Hotel

Tokio · Shinagawa · Shin-Yokohama · Odawara · Atami · Mishima · Shin-Fuji · Shizuoka · Kakegawa · Hamamatsu · Toyohashi · Mikawa-Anjo · Nagoya · Gifu-Hashima · Maibara · Kioto · Shin-Osaka
(Biwako-lijn<<) · Kyoto · Nishiōji · Katsuragawa · Mukōmachi · Nagaokakyō · Yamazaki · Shimamoto · Takatsuki · Settsu-Tonda · Ibaraki · Senrioka · Kishibe · Suita · Higashi-Yodogawa ·  Shin-Ōsaka · Ōsaka · (>>JR Kōbe-lijn) 

(Kioto) · Yamashina · Ōtsukyō · Karasaki · Hieizan Sakamoto · Ogoto-onsen · Katata · Ono · Wani · Hōrai · Shiga · Hira · Ōmi-Maiko · Kita-Komatsu · Ōmi-Takashima · Adogawa · Shin-Asahi · Ōmi-Imazu · Ōmi-Nakashō · Makino · Nagahara · Ōmi-Shiotsu (>> Hokuriku-lijn)
Kioto · Tōfukuji · Inari · JR Fujinomori · Momoyama · Rokujizō · Kohata · Ōbaku · Uji · JR Ogura · Shinden · Jōyō · Nagaike · Yamashiro-Aodani · Yamashiro-Taga · Tamamizu · Tanakura · Kamikoma · Kizu (Narayama · Nara)
Kioto · Tambaguchi · Nijō · Emmachi · Hanazono · Uzumasa · Saga-Arashiyama · Hozukyō · Umahori · Kameoka · Namikawa · Chiyokawa · Yagi · Yoshitomi · Sonobe (>>San'in-lijn)
Kyoto · Tōji · Jūjō · Kamitobaguchi · Takeda · Fushimi · Kintetsu Tambabashi · Momoyama-Goryō-mae · Mukaijima · Ogura · Iseda · Ōkubo · Kutsukawa · Terada · Tonoshō · Shin-Tanabe · Kōdo · Miyamaki · Kintetsu Miyazu · Komada · Shin-Hōsono · Kizugawadai · Yamadagawa · Takanohara · Heijō · Yamato-Saidaiji (>> Nara-lijn · Kashihara-lijn)
Kokusaikaikan · Matsugasaki · Kitayama · Kitaōji · Kuramaguchi · Imadegawa · Marutamachi · Karasuma Oike · Shijō · Gojō · Kyoto · Kujō · Jūjō · Kuinabashi · Takeda (>> doorgaande lijnen via de Kintetsu Kyoto-lijn)